# 北庭故城遗址
北庭故城遗址，又名后堡子古城、护堡子古城，当地俗称破城子，位于中华人民共和国新疆维吾尔自治区昌吉回族自治州吉木萨尔县。
历史上，北庭城（别失八里）是丝绸之路的交通枢纽，也是自唐代设立庭州起七百余年间，天山山脉北麓的政治文化中心。其前身或可追溯到汉代车师后国王庭，亦是唐代庭州、北庭都护府（伊西北庭节度）治所，高昌回鹘国夏都，元代北庭都元帅府、别失八里宣慰司治所，东察合台汗国初期国都的所在地。最终在15世纪毁于战火。清代乾隆年间，这处遗址被新发现，此后来自中国等国家的探险队或考古队探查、发掘。成为学界认定的北庭城（别失八里）遗址所在。
北庭故城遗址是天山山脉北麓已知规模最大、保存最为完整的古代城市遗址。遗址南北约1666米，东西近960米，面积约13万平方米，呈“两套四重八块”布局，可分为外城、内城、子城等。除城墙外，城内留存建筑遗迹10余处。另外，其西侧有面积约3087平方米的高昌回鹘佛寺遗址。北庭故城遗址主要采用夯土版筑技术建设，但内外城构筑法并不相同。
北庭故城遗址1988年入选第三批全国重点文物保护单位。2013年成为国家考古遗址公园。2014年，交河故城作为丝绸之路的中心城镇，入选联合国教科文组织世界文化遗产。2020年成为国家4A级旅游景区。

## 建城历史

### 北庭时期
北庭城的历史或可以追溯至汉代戊己校尉耿恭屯田的金满城（金蒲城），但具争议。松田寿男、孟凡人等学者皆认为汉代金满城就是北庭故城遗址，而薛宗正等学者则认为汉代的金满城实为北庭故城遗址南30千米的小西沟遗址。
北庭城也可能是由西突厥的可汗浮图城演变而来，此地是西突厥叶护阿史那贺鲁驻节之所。到唐贞观年间，可汗浮图城叶护降唐，唐在此创设庭州。此城作为庭州州治所在地，后也做庭州下辖金满县的县治所在地。龙朔三年（663年），唐设金山都护府。长安二年（702年），设北庭都护府，后升为北庭大都护府，该城一直是府治驻地。此时，该城大兴土木，扩建城池，兴建有应运太宁寺、高台寺、龙兴寺等佛寺。随着西域形势的变化。唐朝开始加强边地的军事力量。长安年间设炷龙军，后改瀚海军驻屯于北庭都护府城内。《通典》载“管瀚海軍、北庭都護府城內，管兵萬二千人，馬四千二百疋”。同时，北庭也是唐代西域最大的屯田基地之一，《唐六典》载“北庭二十屯”。此时期，北庭城的农业、牧业、商业、手工业得到快速发展。东天山的军政中心随之自高昌开始转向北庭城，先天元年（712年），以北庭城为中心的节度使，伊西北庭节度使创立，西州、伊州隶属北庭，新的伊、西、北庭军政体系的建立。此外，沙陀、粟特等民族也聚集于北庭城。北庭城成为天山北麓的政治、经济、文化中心。
广德二年（764年）。因凉州被吐蕃攻破，北庭与中原的联系不再顺畅，几乎处在自我管理的状态。此后，北庭在回鹘汗国、吐蕃等势力中不断周旋。唐德宗贞元六年（790年），吐蕃攻占北庭，唐朝势力退出北庭。791年，回鹘汗国反击吐蕃，并在北庭击败吐蕃，控制北庭城。此后，北庭在吐蕃、回鹘间几度易手。842年，黠戛斯汗国举兵前往天山北麓，一度占领北庭城。:337-341

### 别失八里
回鹘西迁，樸固俊率部占领北庭，并从游牧改为定居，建立高昌回鹘国（西回鹘汗国）。:342-348战争期间北庭城或有损毁，但又重建并再次使用。高昌回鹘（又称北庭回鹘）将北庭城作为其夏都。自此，史书多将北庭城称为别失八里。但是别失八里是高昌回鹘国的正都还是陪都略有争议：德国学者葛玛丽等人认为别失八里仅为陪都，高昌为正都。程溯洛、安部健夫、薛宗正等学者则认为别失八里为正都。:342-348也有孟凡人等学者认为，别失八里在初期作为高昌回鹘国都，在高昌回鹘于913年迁都至西州后则以陪都的形式存在。:342-348
辽天赞三年（924年），太祖耶律阿保机遣兵攻陷浮图城，即别失八里。自此回鹘归辽，别失八里也就受到辽的统治。:342-348不过别失八里此时依然是东天山北麓的政治文化经济中心，高昌回鹘亦都护、王族依旧时常居住于此，比如在宋太平兴国六年（981年），王延德出使高昌，亦都护在别失八里在别失八里避暑。摩尼教、佛教也将别失八里作为中心，在此派驻高等级宗教领袖。另外，在吐鲁番地区出土有大量关于别失八里的社会经济文书，证明别失八里是当时重要的商业据点。:41高昌回鹘时期，别失八里基本维持北庭城的形制布局，对局部有所修补和更改。最晚11世纪末，回鹘在别失八里以西建立西寺，即如今的高昌回鹘佛寺遗址。
蒙古太祖四年（1209年），高昌回鹘脱离西辽，归附蒙古汗国。太祖十五年（1220年），丘处机访西域，曾在别失八里受到亦都护部族的款待。此时，别失八里既有信佛、信道的出家人，也有儒家文人。太祖十八年（1223年），元朝在别失八里设达鲁花赤。元宪宗元年（1251年），设别失八里行尚书省以掌管天山南北的军政事务，别失八里成为蒙古汗国统治天山南北的政治中心。此时也正值信仰伊斯兰教的西亚、中亚诸国并入蒙古汗国，城内穆斯林数量增加。为恢复佛教在当地的统治地位，别失八里城内佛教信徒密谋伏兵攻击前往清真寺的穆斯林。不过此事最终败漏，元宪宗蒙哥将与窝阔台家族关系密切，信仰佛教的亦都护萨仑·的斤处死，并打击参与密谋的佛教徒。自此，回鹘佛教势力衰退，伊斯兰教势力增长。元代，无论是出仕中原的畏兀儿人，还是畏兀儿佛学家、文学家，大多出生于北庭。如孟速思、阿鲁浑萨理、脱烈海牙等名门望族皆生活在北庭。
元至元年到大德年间，别失八里连遭兵祸。至元十一年（1274年），窝阔台汗国海都趁元军伐宋进军漠北，都哇攻下别失八里、火州一带。此后，忽必烈派那木罕与安童北征，但直到南宋灭亡，伯颜所统南征主力北上，方才击败窝阔台势力。至元十五年（1278年），元朝于别失八里设畏兀儿按察司。多年战火导致别失八里遭到损毁，田园亦荒芜。于是在南宋灭亡后，开始派遣綦公直率领汉军、新附军入驻别失八里并开始军屯。至元十八年（1281年），畏兀儿按察司撤销，于别失八里设北庭都护府。至元十九年（1282年），别失八里的军屯田超过50万亩，成为元朝在天山以北的农业中心。次年，又于别失八里设立别失八里宣慰司。然而在至元二十三年（1286年）战火又烧至别失八里，海都策反乃颜等人，都哇再次攻下别失八里等地，綦公直被俘杀，亦都护火赤哈兒·的斤战殆。伯颜重新占领别失八里后，元贞元年（1295年），北庭都护府晋升为北庭都元帅府。然而，至元二十六年（1289年）、大德二年（1298年），海都、都哇又数次占领别失八里等城，元朝在天山南北的屯田基本遭到破坏。元朝势力退出别失八里。:396-406

### 毁于战火
元朝势力退出别失八里后，该城属于察合台汗国。1346年，察合台汗国分裂为东察合台汗国和西察合台汗国。别失八里作为东察合台汗国初期的国都，明代的史籍中以别失八里代称初期的东察合台汗国。东察合台汗国第一代汗秃忽鲁帖木儿汗皈依伊斯兰教，别失八里的佛教彻底没落。1417年，歪思汗夺取东察合台汗国汗位。同时，蒙古瓦剌部崛起，次年（1418年），瓦刺部兵锋抵至别失八里，抵挡不过的歪思汗率众人弃城西迁。自此，北庭城-别失八里湮灭于历史之中。

## 地理环境
北庭故城遗址位于中华人民共和国新疆维吾尔自治区昌吉回族自治州吉木萨尔县北庭镇。向南12千米为吉木萨尔县县城，向北18千米是新疆生产建设兵团第六师红旗农场场部。北庭故城向东可通奇台县、木垒哈萨克自治县、哈密市，向东经阜康市，可到乌鲁木齐市。:47
地理上，北庭故城遗址位于天山山脉北麓山前地带、准噶尔盆地古尔班通古特沙漠边缘，位于此地一片由河流形成的冲积扇或淤积平原上。沿天山向西可至伊犁河河谷，向南跨越天山可到吐鲁番盆地，向北穿越古尔班通古特沙漠，可至蒙古草原。故城东西两侧有东坝河（东河坝）与西坝河（西河坝），是源自天山山脉的吾塘沟、东大龙口河的尾闾。其中东坝河（东河坝）自古城东门向北经故城东北角后转向西北流去，西坝河（西河坝）距离故城外城西墙约800米。:47
于丝绸之路来说，北庭故城位于天山北麓北道的主干线上，向东可通长安城，向西可抵碎叶城，向南跨越天山经车师古道可抵高昌城、交河城，是天山北麓的交通枢纽。

## 布局建筑

北庭故城遗址示意图

### 规模布局
北庭故城考古遗址公园、《北庭故城遗址保护总体规划》范围基本相同，遗址核心保护区占地面积约333公顷。建设控制地带面积约665公顷，环境控制区域占地1071公顷。:78-01世界文化遗产丝绸之路：长安—天山廊道的路网中北庭故城的遗产面积为385.15公顷。
北庭故城遗址格局特点为“两套四重八块”，即内城、外城两套；核心子城、内城内部包裹子城的一圈方形墙垣、内城、外城四重；因凹沟分割、城垣围绕等形成的八块独立区域。故城遗址面积约13万平方米。遗址外城周长约4600米，南北约1666米，东西近960米，平面呈不规整的长方形。外城墙西城门处南侧的城墙向西凸出之处也被称为西延城，南北约690米，东西约310米。内城位于外城东部，其东侧城墙与外城东侧城墙共用，平面呈不规则方形，紧挨东坝河（东河坝）。子城位于遗址中偏东北，东墙与内外城的东墙相近。平面基本呈正方形，南北约310米，东西约230米。:47-54
高昌回鹘佛寺遗址又名西寺，位于北庭故城城址西约700米处，西坝河（西河坝）东岸。遗址四周有宽数十米的壕沟，分别连接西坝河（西河坝）与北庭故城外城的护城壕。遗址南侧，壕沟北侧有一条东西向大道，直通北庭故城遗址西城门。高昌回鹘佛寺遗址原为高约14米，底面周长250米的大土堆，所以在当地也有“大墩”之名。:3-10

### 城墙遗迹

#### 外城墙遗迹
外城城墙的西侧、北侧、南侧保存较好，墙基残宽5到8米，顶部2到5米宽，残高3到5米。东侧城墙因河水侵蚀，仅剩三段。南侧城墙的西半部有残缺，东半部已无遗存，长约850米。西侧城墙仅少数地段毁坏，长约1575米，北侧城墙长485米，东西两端有毁坏。外城墙存34个马面，除两个外，各马面间隔距离约60米。另存角楼4处，只有西北角楼保存较好，西北角楼南北23米，东西25米，残高11米半，分为上下两层。
外城北城门位于北侧墙偏西，现为宽8米的豁口。北门外有瓮城，瓮城向东开门，瓮城西墙长15米，北墙长30米，残高7米。外城北门外存有低矮的羊马城，南北约112米，东西约185米。南门位于南侧城墙中部，现存有相对独立的两处夯土台，北侧夯土台南北约20米，东西约25米，残高6米；南侧夯土台东西约9米，南北约6米，残高三米。西门位于西侧城墙中部，即西侧城墙向西凸出处，现为一缺口。西门北墙尚有遗迹，是南北13米，东西11米，残高2米的夯土台，其上存有堆砌的残土坯。
城西地表为耕地，不过因西侧还有回鹘高昌佛寺遗址，所以附近可能也存有其他遗迹。城外有30到40米宽、2到3米深的护城壕存在。

#### 内城墙与子城墙遗迹
内城周长3千米有余，随着外城城墙曲直而曲直。北侧城墙呈“㇅”形，自东向西先向西约350米，后向北168米，后一直向西。墙基残宽3到4米，残高约2米，全长近820米。南侧城墙全长610米，与北侧城墙相反，自东向西先向西60米，再向南60米，后一直向西。其中中段保存较好，其余为低矮的城垣。东侧城墙为约560米的一条直线，但大部分已坍塌。西墙也为直线，长超过1千米，残存的多为低矮的城垣。内城城墙存有11个马面，一般间隔50到70米。马面长、宽5到9米，残高1到2米。另有1处较大敌台。内城墙残留有2座角楼。
内城北门与西门尚存，其中北门位于内城北侧城墙中部，据拐角40余米。现为一宽5米有余的门洞缺口，西侧墩台长20米有余，宽8米，残高7米。门洞两壁存有与唐两京门洞排叉柱槽类似的凹竖槽。西门位于内城西墙中部偏南，为宽约18米的缺口。北侧墩台上有凹竖槽痕迹。南侧墩台损毁严重，无凹槽痕迹。缺口外两侧有与城墙垂直的墙垛，南北宽5米，残高3米，北侧墙垛长18米，南侧墙垛长32米。内城外也有护城壕存在。
子城北侧城墙残存约200米，墙基宽约3米，残高1米。南侧城墙仅存西侧的30米，墙基宽约35米，残高1米。东侧、西侧城墙已不存。城外有护城壕存在，西侧城墙外护城壕有几个类似湖泊的深坑。

### 城内遗迹
城内可辨识的遗迹有10余处，其中外城分布有7处，内城分布有5处，另外城东墙外也有一处遗迹。建筑以土坯砌筑为主，也存有夯筑建筑。
位于外城北门的1号遗址是面积800平方米的建筑基址，可能是始建于高昌回鹘时期，并到元代一直沿用的官署建筑遗址。2号遗址位于外城东北，其北部或与3号遗址相连。是一处长期使用，并多次改建、扩建的建筑遗址。或为官署建筑遗址。5号和6号遗址构成外城南部一处规模较大的高昌回鹘时期佛寺遗址，具有高昌回鹘王家寺院的建筑特征。其中6号遗址为佛寺佛殿的高台基址，东西24米，南北21米，残高6.5米。遗址分为上下两层，上层南北两侧有两个房间，其中南侧房间地面石灰层涂层；下层为高大的台基，外围存有围廊痕迹，东侧存有墩台。8号遗址位于内城北门向南90米处，是东西30米，南北近16米的长方形结构遗址，其南部为夯土台。是自唐代到回鹘高昌，再到元代不断重建的建筑。
子城西南部台地上的10号遗址和11号遗址是一处大型建筑的基础，是北庭故城内最大的建筑台基，可能为悲田寺。10号遗址台基东侧、11号遗址的西侧有两座半地穴房址，11号遗址台地南侧存有夯筑围墙。此处疑为北庭故城内最早的建筑遗迹。2021年在此出土60件遗物，包括瓦当、板瓦、筒瓦、砖等具有唐代建筑特点的建筑残件。底部带有“悲田寺”刻字的陶片也出土于此。悲田寺可能与武则天长安年间创办的悲田养病坊有关。

### 高昌回鹘佛寺遗址
现高昌回鹘佛寺遗址面积约3087平方米，南北超过70米，东西近44米，残高14米有余。平面呈长方形，立面约为梯形，分为上下两层。地面以下为夯土台，地面以上则为土坯砌体结构。高昌回鹘佛寺遗址的正殿位于塔式建筑中部，平面呈南北15米，东西11米的长方形，正殿尚未被完全发掘。正殿北侧存有胸部以上被摧毁的大佛像。正殿南侧有宽2米的斜坡踏道，与庭院相连，上层踏道两侧存两个洞龛，南侧下层与配殿、庭院相连。正殿外的东侧存上下两层洞龛，每面洞龛以下八上七分布，其中下层八个洞龛顶部各存有一层空洞。洞龛残存有台座、壁画、塑像。上层洞龛南端也有与下层相接的踏道。正殿北侧、西侧保存较差，尚存少量栣木。配殿建筑群位于高昌回鹘佛寺遗址南部，整体呈东西近44米，南北近25米的长方形，北高南低。建筑群由庭院、平台、八座配殿、四座库房、五座僧房组成。庭院与平台组成中轴线，东、西两侧基本对称。配殿内残存有佛坛、台座、塑像、壁画、结构构件。:3-10
洞龛以下层E102龛和上层E204龛为例。下层E102龛平面呈“凸”字形，可分为门道和龛室，门道长半米有余，宽外窄内宽，宽约1米；龛室进深近3米，面阔超1米，高3米有余。依南壁、北壁、后壁各有长方形台座。台座上原存佛像，已毁。墙壁上残存项光、背光痕迹。北壁、南壁存有供养菩萨和护法像的壁画，龛顶满绘千佛坐像。上层E204龛平面呈梯形，进深约1米半，外宽内窄。龛内存长方形台座，台座上有交1躯脚坐像，上部残缺，腰部以下保存较好。像残高1.8米有余。两腿下垂，小腿相交，足背相对。像后壁上残存项光、背光。北侧墙壁残存立像、剃度图、供养人为主题的三幅壁画。南壁绘有大型经变画。:19-20; 56-58配殿以S101殿为例，S101殿位于配殿建筑群的西北处，殿平面呈长方形，南北约6米半，东西近3米。存东、西、北壁，依壁存长条形佛坛。其中北侧佛坛上置4躯塑像，正中为残高约1.7米菩萨立像，立像头毁。东、西两侧佛坛上各置5躯罗汉禅坐像。东佛坛罗汉像后有项光，项光北侧有回鹘文提名。北壁存菩萨像壁画，东壁有塔刹、千佛像壁画，西壁残存供养比丘像下身。:84-92壁画《王者出行图》，又名《诸王行进图》是位于配殿S105殿西壁的壁画，讲述的是八王分舍利的故事，即释迦牟尼在拘尸那揭罗涅槃后，遮罗波国、拘尸国等八国国王争分舍利，后经调解均分舍利的故事。红色、蓝色、绿色为主色调，铁线描、游丝描、兰叶描为作画线描的手法。:136-142

## 建筑工艺
北庭故城遗址的城墙以夯土版筑技术为主，内外城墙都直接建于原生土之上，不过内、外城墙的构筑法差异较大。外城城墙夯层薄，并在夯面存有较为密集的夯窝，夯筑时加有栣木。而内城和子城的城墙夯层厚，夯面平整，夯窝罕见。外城墙修补部分既存在与外墙结构相同的部分，也存在与内城、子城结构相同的部分，还存在利用土坯砌筑的部分。而内城与子城城墙鲜有修补痕迹。北庭故城遗址外城墙与东天山其他唐代建筑方法类似，而内城与子城则与吐鲁番高昌回鹘时期建筑的建筑方法与材料类似。

## 发掘研究

### 考古发掘
高昌故城荒废后，对该城考察最早的记载源自于清代纪昀之《阅微草堂笔记》中《槐西杂志》，其中记载古城“周四十里”，规模比如今大许多。当时故城还存在佛寺等一些较为完整的建筑遗存，也存有石佛、瓦片、煤炭等遗物。乾隆四十年（1775年），北庭故城遗址出土两方石碑，在天山北麓巡视军务的乌鲁木齐都统索诺木策凌赶到现场，辨认出石刻上“金满县令”四字，该碑即《金满县碑》。此后徐松记录《金满县碑》的形制和碑文。徐松也在北庭故城遗址处探寻到元代造像石碣。不过如今无论《金满县碑》还是元代石碣皆不存世。徐松考察北庭故城遗址后，在其《西域水道记》中载“保惠城北二十余里地，曰护堡子破城，有唐金满残碑碑石。”:1-19
此后一直到光绪年，对北庭故城遗址的勘查方才继续。光绪年间《孚远县乡土志》记载有从遗址处出土有大唐年号的铁钟，不过已经重铸为农器。19世纪末兴起的新疆探险浪潮中，也有探险家将目光投向北庭故城遗址。光绪三十四年（1908年），日本大谷光瑞考察队抵达北庭故城遗址，花费七八日发掘遗址，出土有莲花纹方砖、荷花纹方砖、钱币、陶器、唐代碑刻等，并绘制首个北庭故城遗址的示意图。民国三年（1914年），英国探险家马尔克·奥莱尔·斯坦因考察北庭故城遗址，绘制首份科学的平面图。:1-19民国十七年（1928年），中瑞西北科学考查团在吉木萨尔县考察时，也考察北庭故城遗址，中方代理团长袁复礼绘制北庭故城地图。
1950年代，新疆维吾尔自治区博物馆筹备时，筹备处负责人李遇春组织全疆文物普查，曾对北庭故城遗址考察。:1-191979年和1980年，中国社会科学院考古研究所新疆工作队两次发掘高昌回鹘佛寺遗址。这两次发掘，基本搞清高昌回鹘佛寺的布局和结构。1980年，中国社会科学院考古研究所新疆工作队实测并初步踏查北庭故城遗址。:1-21983年，新疆社会科学院考古研究所组成东疆考古队考古调查新疆东部地区，抵达吉木萨尔县时，调查北庭故城遗址。得出在东天山北麓各古城中，唯北庭故城遗址的规模能作为北庭这样的政治、军事、交通中心。
2005年到2007年，为配合国家文物局修建高昌回鹘佛寺遗址保护棚，中国社会科学院考古研究所新疆工作队勘探高昌回鹘佛寺遗址。2008年，吉木萨尔县文物局调查北庭故城时，发现烧窑址。随即吉木萨尔县文物局与昌吉回族自治州文物局清理并回填保护该窑址。2009年和2011年，中国社会科学院考古研究所新疆工作队又考古发掘5遗址与6号遗址，出土有砖雕残块千余件。2012年，河南省洛阳市文物钻探管理办公室对北庭故城遗址北门、羊马城等地调查勘探，发现近840处各类遗迹。:63-662016年以后，中国社会科学院考古研究所、新疆文物考古研究所、吉木萨尔县文化与旅游局（吉木萨尔县文物局）、北庭学研究院等单位数次对北庭故城遗址进行田野考古工作。主要涉及到内外各城门、道路水系、外城南侧的佛殿遗址、城内重点建筑等遗迹。其中2020年到2021年的发掘工作总结出北庭故城的格局。

### 研究展示
日本对北庭故城的文献研究起步较早。1930年代开始，松田寿男等学者开始关注北庭，发表有《唐代庭州的领县》《论唐朝庭州领县的移动》等，出版有《古代天山历史地理学研究》等书籍。此后，伊濑仙太郎、嶋崎昌、长泽和俊等学者都发表过关于北庭的论述、著作。曾问吾的《中国经营西域史》是中国首部系统的西唾边政史专著，于民国25年（1936年）出版，其中第三章《唐朝经营西域》中涉及北庭军府。:1-19
中国大陆的北庭研究在1970年代末重新复苏，薛宗正于1979年在《新疆大学学报》上发表论文《北庭故城和北庭大都护府》。1985年，首部北庭研究的专著，孟凡人所著《北庭史地研究》（新疆人民出版社）出版。同时，昌吉回族自治州和吉木萨尔县的地方学者戴良佐、王秉诚等人开始参与到对北庭的研究中。并且中国人民政治协商会议吉木萨尔县委员会办有资料《北庭文史》。此后，对北庭的研究不仅限于北庭城本身，而是从空间上扩展至东部天山及整个天山北麓，时间上扩展至高昌回鹘亦都护政权、西辽、蒙元、察合台汗国、东察合台汗国等后续政权。:1-192010年，北庭考古研究中心成立。:77-812016年，主要从事北庭故城遗址的保护与研究的北庭学研究院在北庭故城成立。北庭学研究院是集合相关专家学者，利用考古发掘、学术研究等方式，提升北庭故城遗址的保护与研究的水平的研究机构。北庭学研究院成立后，先后举办过8次北庭学学术研讨会（截止2024年），出版过《北庭史论集》《北庭钱币研究》《北庭史丛考》《北庭高昌回鹘佛寺壁画》等7套图书。（截止2020年）。
北庭故城国家考古遗址公园现有2座博物馆，分别是北庭高昌回鹘佛寺遗址博物馆与丝绸之路北庭故城遗址博物馆。2010年，北庭高昌回鹘佛寺遗址博物馆正式开放。:77-81北庭高昌回鹘佛寺遗址博物馆面积约1000平方米，主要分为北庭回鹘王家寺院壁画展厅和北庭故城遗址展厅，展出有西寺遗址壁画、塑像以及高昌回鹘佛寺遗址本体。2021年，北庭高昌回鹘佛寺遗址博物馆完成数字化改造。展出形式新增复原图、动画投影等方式。北庭故城遗址世界文化遗产监测管理中心也设置在北庭高昌回鹘佛寺遗址博物馆内。2022年7月，丝绸之路北庭故城遗址博物馆正式开馆。丝绸之路北庭故城遗址博物馆建筑面积1万余平方米，建馆时馆内设4个展厅，分别为丝路传奇、建政西域、人文北庭、北庭重生。博物馆展出有陶尊、鸡首壶等超过530件文物，也包括1千多件壁画、出土文书的图片等展品。

## 修缮保护

### 修缮工程
1980年代开始，吉木萨尔县人民政府开始采取禁止在北庭故城遗址内挖土、修房、开垦田地等措施保护遗址。进入21世纪后，新疆维吾尔自治区文物局将遗址周围立起围栏，但直至2012年才实行完全封闭，由开放保护转为封闭保护。2007年，敦煌研究院受邀对北庭故城城墙抢险加固开展调查并编制方案。2011年，北庭故城遗址城墙加固工程开始。采用技术包括锚杆锚固、裂缝加固、土坯砌补、高模数硅酸钾溶液渗透加固等。同时，也进行北庭故城遗址重点区安防设施建设工程，架设安防塔、安装远程监监测控设施等。:63-732025年，北庭故城遗址投资约3.5亿元人民币用于遗址保护、基础设施提升、文旅融合等方面的工程项目。其中重要项目为重点工程为北庭故城展示提升工程、北庭故城遗址服务设施提升工程。
高昌回鹘佛寺遗址在考古发掘后利用红砖、铁皮、钢筋固定遗址外围，但主体部分在保护棚建立之前一直暴露在外。因风蚀、水蚀，导致壁画漫漶、起甲剥落。地下水的侵蚀使墙体酥碱、生霉菌。2006年，国家文物局开展修建高昌回鹘佛寺遗址保护棚工程，后扩建为博物馆。保护棚建成时是中国大陆规模仅次于秦始皇兵马俑的文物保护棚。同时，利用夯筑法修补高昌回鹘佛寺遗址西侧、北侧。后又对保护棚开展防水改造工程，并改变大棚窗户形式，以保持棚内湿度。2009年开始，对高昌回鹘佛寺遗址实施24小时监控。2010年，敦煌研究院开始对高昌回鹘佛寺遗址的壁画修复保护。2014年开始，敦煌研究院对高昌回鹘佛寺遗址采取大木构件更换、裂缝加固、土坯砌补等方式加固修缮。2024年，针对佛寺遗址壁画存在的起甲、空鼓、酥碱等病害，再次启动修复保护项目。:63-73
2024年开始，北庭学研究院开始修复北庭故城遗址出土的文物，到2025年，修复110件文物，包括“悲田寺”刻字陶器残片、开元通宝钱币、铜质官印“蒲类州之印”等。

### 名录法规
1957年，北庭故城以“北庭都护府故城遗址”之名被列为第一批新疆维吾尔自治区文物保护单位。1988年，中华人民共和国国务院将北庭故城遗址列为全国重点文物保护单位。2007年，中国建筑设计研究院受吉木萨尔县委托，编制完成《北庭故城遗址保护总体规划》。:66; 81
北庭故城也是国家考古遗址公园。北庭故城考古遗址公园建设项目于2009年启动。2010年，北庭故城考古遗址公园建设管理局成立。2011年，中国建筑设计研究院历史建筑研究所编制完成《北庭故城考古遗址公园总体规划》。2013年12月，北庭故城国家考古遗址公园被正式列入第二批《国家考古遗址公园名录》，新疆首个国家考古遗址公园成立。:77-83北庭故城国家考古遗址公园又于2020年成为国家4A级旅游景区。
同时，北庭故城还是世界文化遗产丝绸之路：长安—天山廊道的路网的中心城镇遗迹之一。:81-842006年，中华人民共和国、哈萨克斯坦、吉尔吉斯斯坦联合申报丝绸之路为世界文化遗产。2007年，国家文物局确定中华人民共和国境内丝绸之路沿线6个省区48处遗产点，其中包括北庭故城遗址。2012年，国家文物局下发《关于推进丝绸之路申遗工作的通知》，北庭故城入选首批申遗推荐名单。2012年6月，第三十八届世界遗产大会上丝绸之路：长安—天山廊道的路网入选世界文化遗产，北庭故城遗址成为该项世界文化遗产之一。:81-84
2024年12月，国家文物局办公室、中华人民共和国自然资源部办公厅、中华人民共和国农业农村部办公厅三部门联合发布《关于加强大遗址保护规划和用地保障的通知》，并公布第一期重要大遗址清单，北庭故城是新疆唯一入选该清单的大遗址。
法规层面上，2013年，新疆维吾尔自治区颁布《新疆吉木萨尔北庭故城遗址保护条例》。2025年，新疆维吾尔自治区人大常委会进一步审查批准《昌吉回族自治州北庭故城遗址保护条例》。

## 出土文物
| - 北庭故城遗址采集到的刻花石球、铜花押、铜狮、石狮 - 北庭故城遗址采集的莲花纹方砖及筒瓦 - 北庭故城遗址出土的比丘头像 - 北庭故城遗址出土的察合台汗国银币 - 北庭故城遗址出土的浮雕连云纹筒瓦、龙首、石狮 - 北庭故城遗址出土的刻花石球、环形饰、碟形饰、璜形饰 - 北庭故城遗址出土的莲花纹方地砖、板瓦 - 北庭故城遗址出土的莲台身像 - 北庭故城遗址出土的身像 - 北庭故城遗址出土的人面瓦当及刻有“悲田寺”的陶盆残片 - 北庭故城遗址出土的手印砖 - 北庭故城遗址出土的兽齿、兽爪残件 - 北庭故城遗址出土的陶塑残件 - 北庭故城遗址出土的陶塑残片、陶脊头砖、莲花纹瓦当 - 北庭故城遗址出土的陶筒瓦、陶水管 |